# Говалло, Вячеслав Викторович
Вячеслав Викторович Говалло (12 февраля 1938, Севастополь, Крымская АССР — 1 декабря 2004, Курск) — советский и российский актёр.

## Биография
Родился в Севастополе 12 февраля 1938 года. Окончил Ленинградский государственный институт театра, музыки и кинематографии. Работал в Калининградском драматическом театре, Казанском молодежном театре, Тульском академическом театре драмы (1973—1985), Самарском академическом театре драмы, Донецком музыкально-драматическом театре.
С 1988 года работал в Курском драматическом театре им. Пушкина. Наиболее яркие театральные роли Говалло — Алексей («Оптимистическая трагедия»), атаман Платов («Левша»), Борис Годунов («Борис Годунов»), Герман («Таня»), Ильяс («Тополек мой в красной косынке»), Котко («Шел солдат с фронта»), Леонидик («Мой бедный Марат»), Литвинов («Дым»), Отелло («Отелло»), Пётр («Последние»); царь Федор («Царь Федор Иоаннович») и Черкун («Варвары»). На киноэкранах сыграл роли в фильмах «Следую своим курсом» (1974), «В день праздника» (1978) и «День ангела» (1980). На телевидении появился в таких сериалах, как «Хождение по мукам» (1977), «Мужские тревоги» (1985) и «Слушать в отсеках» (1985).
Умер Говалло от инсульта в театре 1 декабря 2004 года во время репетиции спектакля «Человек и джентльмен». Похоронен актёр в Севастополе. В январе 2005 года артисты Курского драматического театра посвятили памяти Говалло спектакль «Ханума», все сборы от которого пошли на установку в Севастополе надгробного памятника артисту.